# Hugues de Rivérieulx de Varax
Pour les articles homonymes, voir Famille de Rivérieulx.
Hugues de Rivérieulx de Varax est un seigneur, notable lyonnais qui occupe les postes de président en la cour des monnaies, lieutenant général criminel en la sénéchaussée et prévôt des marchands de la ville de Lyon.

## Biographie
Hugues de Rivérieulx est fils d'Étienne de Rivérieulx, issu de la franche des seigneurs de Varax, et de Marie Rolland, fille de l'échevin Antoine Rolland,. Il a huit frères et sœurs.
Il est chevalier et seigneur de Varax, Marcilly, Civrieux, Lozanne, etc..
À la suite de son mariage avec Blanche Albanel, en 1725, il obtient le château de la Duchère,.
En 1740, il est président en la Cour des monnaies de Lyon, puis, en 1745, il est élu prévôt des marchands de Lyon, charge qu'il occupe pendant 5 ans.

## Famille
Hugues de Rivérieulx épouse, en 1725, Blanche Albanel, dame de la Duchère, fille de l'échevin Gaspard Albanel et de Sybille Fayard,. Ils ont onze enfants, :
- Gaspard-Etienne ;
- François-Claude († 1793), capitaine au régiment de Lyonnais, chevalier de Saint-Louis, mort au cours de la Révolution ;
- Jean-Claude († 1794), dit le comte de Varax, ∞ (1763) Marie-Sabine de Vidaud de La Tour, mort au cours de la Révolution, dont Jean-Jacques de Rivérieulx, dit « le comte de Varax », officier au régiment de Rouergue ;
- Dominique ;
- Claude-César, chanoine de Saint-Paul de Lyon, ∞ N. de Consiant ;
- Claude, chanoine régulier de Saint-Antoine de Viennois, puis prêtre conventuel de l'ordre de Malte ;
- Blanche-Anne-Marie, ∞ Pierre-Timoléon Gaultier de Pusignan, écuyer, contrôleur des gendarmes de la garde ;
- Marguerite-Elisabeth, ∞ Jean-Baptiste Noyel de Bereins, seigneur de Sermezy, capitaine au régiment de Picardie ;
- Hélène, mariée à Joseph, comte de Revol, chevalier de Saint-Louis ;
- Anne ;
- Hugues-Etienne.

### Fonds d'archives
- Fonds : Personnes, familles et seigneuries de l'Ancien Régime : pièces isolées et petits fonds. Riverieulx de Varax (Hugues de) (1679-1789).  Cote : 1E/4719. Lyon : Archives du département du Rhône et de la métropole de Lyon (présentation en ligne).